# Ла-Мориси (национальный парк)

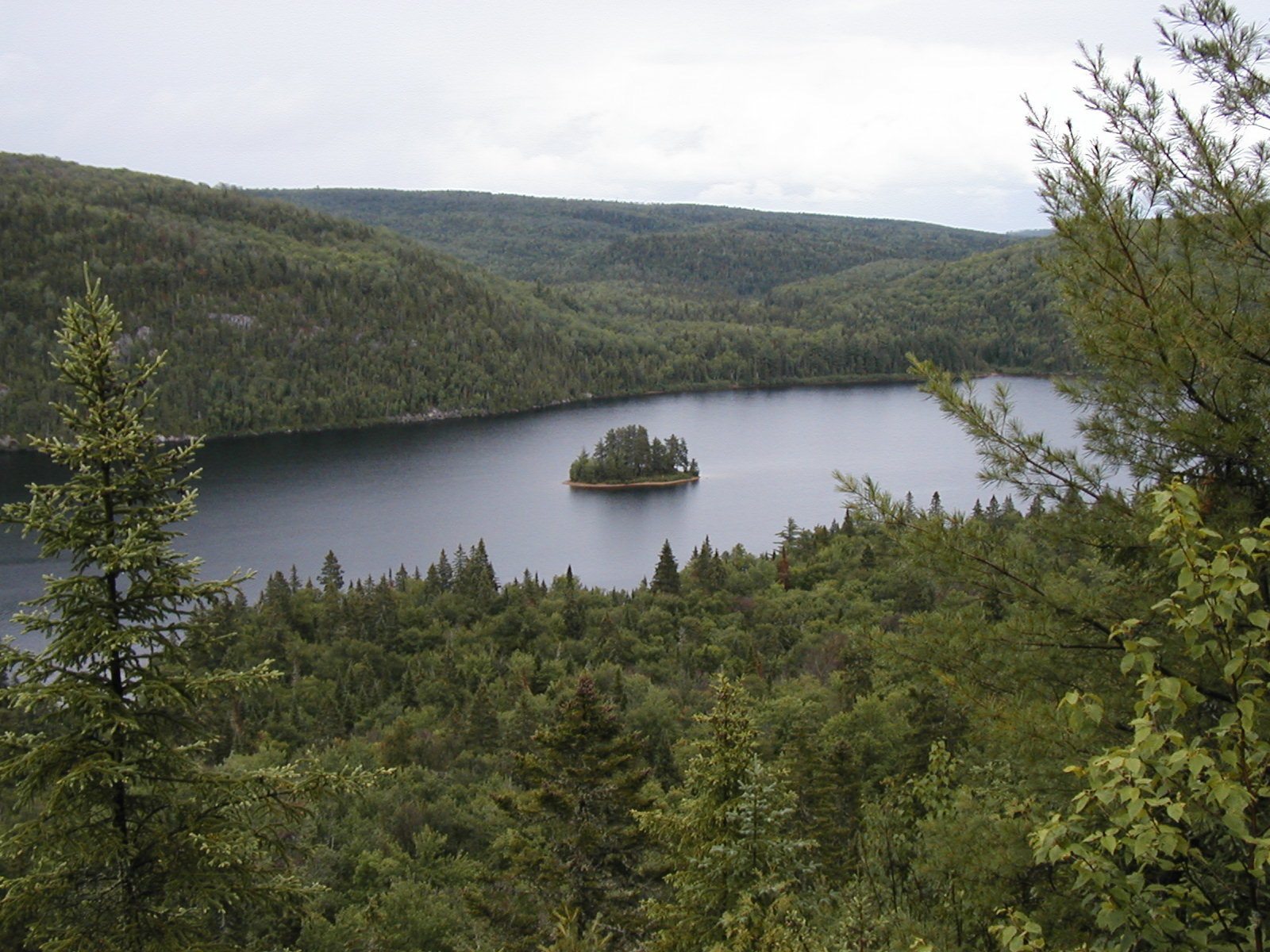
Лето в парке

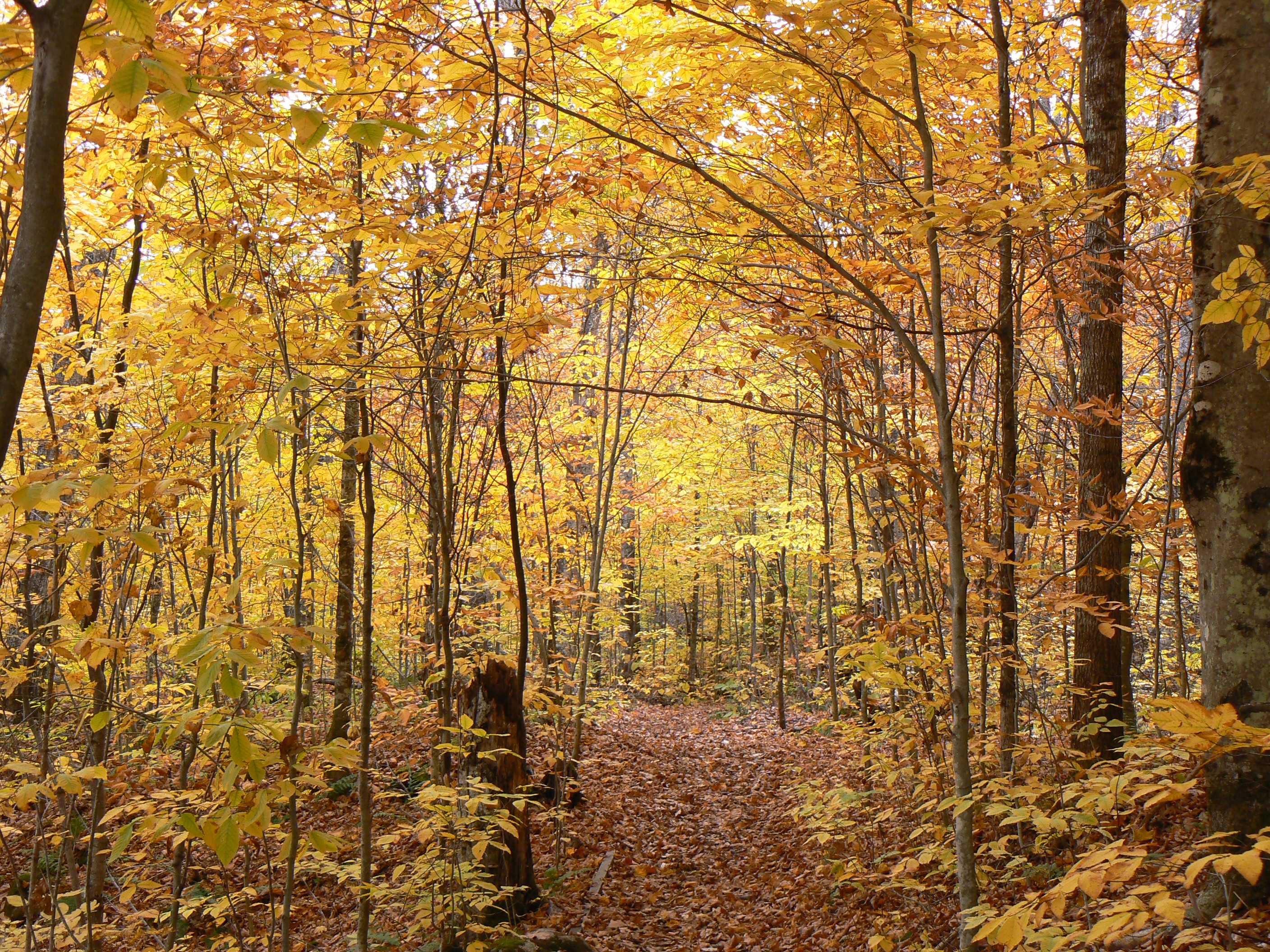
Осень в парке

Ла-Мориси (англ. La Mauricie National Park) (фр. Parc national de la Mauricie) — национальный парк Канады, расположенный в регионе Мориси канадской провинции Квебек.
Парк находится в южной части Канадского щита на границе с долиной реки Святого Лаврентия, примерно в 220 километрах в северо-востоку от Монреаля. На территории парка 150 озёр и множество других водоёмов. Площадь парка составляет 536 км².
Анализ остатков наскальных рисунков, выполненных красной охрой, показал, что в этом месте кочевые племена охотились и ловили рыбу уже пять тысяч лет назад. Исследователи и миссионеры пришли сюда в середине XVII века. C середины XIX до начала XX века велась лесозаготовка.
Парк находится в экорегионе Восточных смешанных лесов, поэтому здесь растут как хвойные, так и лиственные породы деревьев. На территории парка водятся чёрные медведи, американские лоси, бобры, выдры, волки и рыжие лисицы. В парке также встречается лесная черепаха, редкая для Канады. В парке также гнездится 111 видов птиц, в озёрах и болотах обитает 19 видов земноводных и рептилий.
Парк Ла-Мориси является популярным местом отдыха (около 150 тысяч посетителей в год), особенно у каноистов и байдарочников. Парк назван по наименованию реки Сен-Морис, приток которой — Матавин (Matawin River) течёт по западной и северной границе парка.

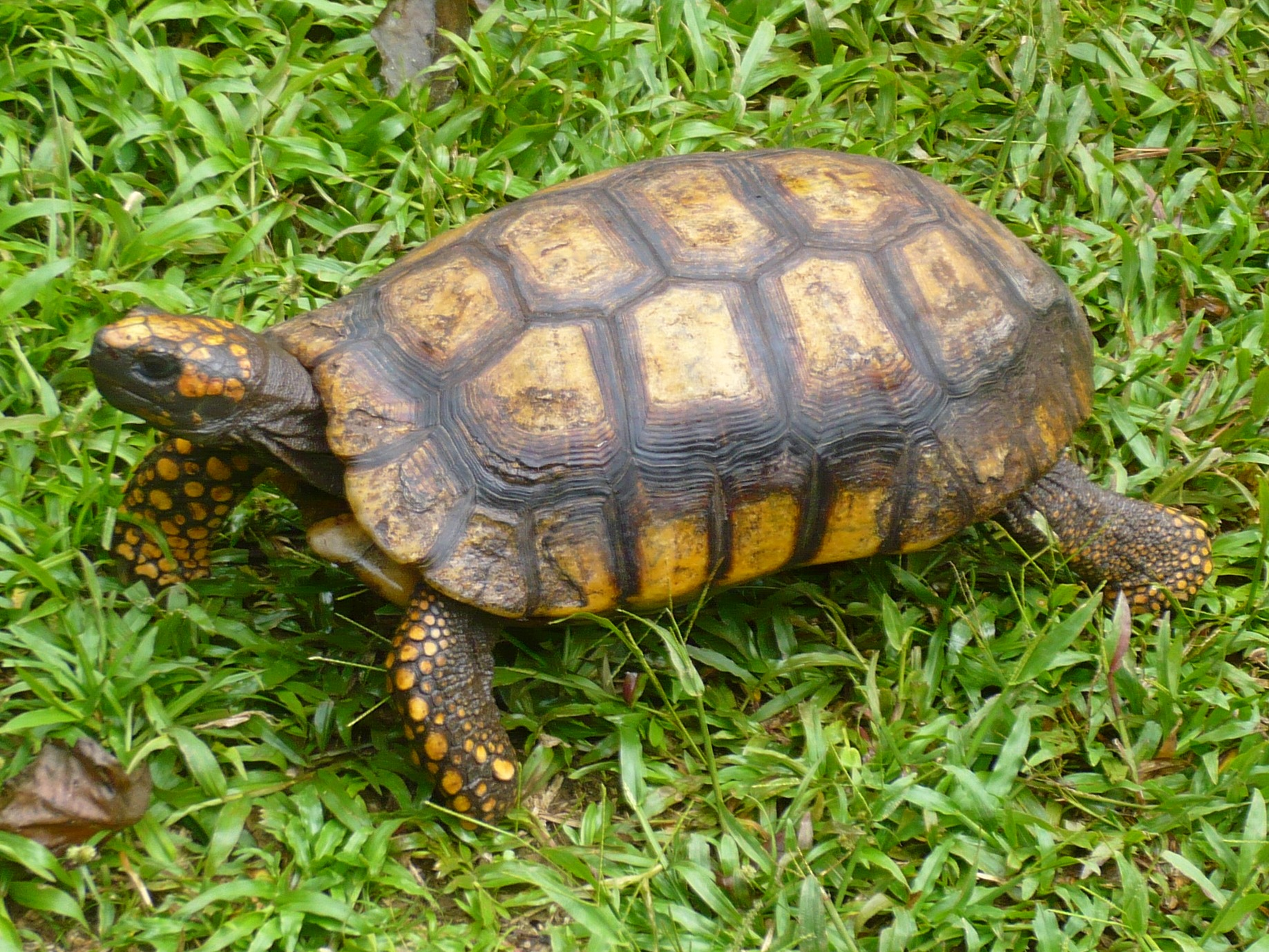
Лесная черепаха
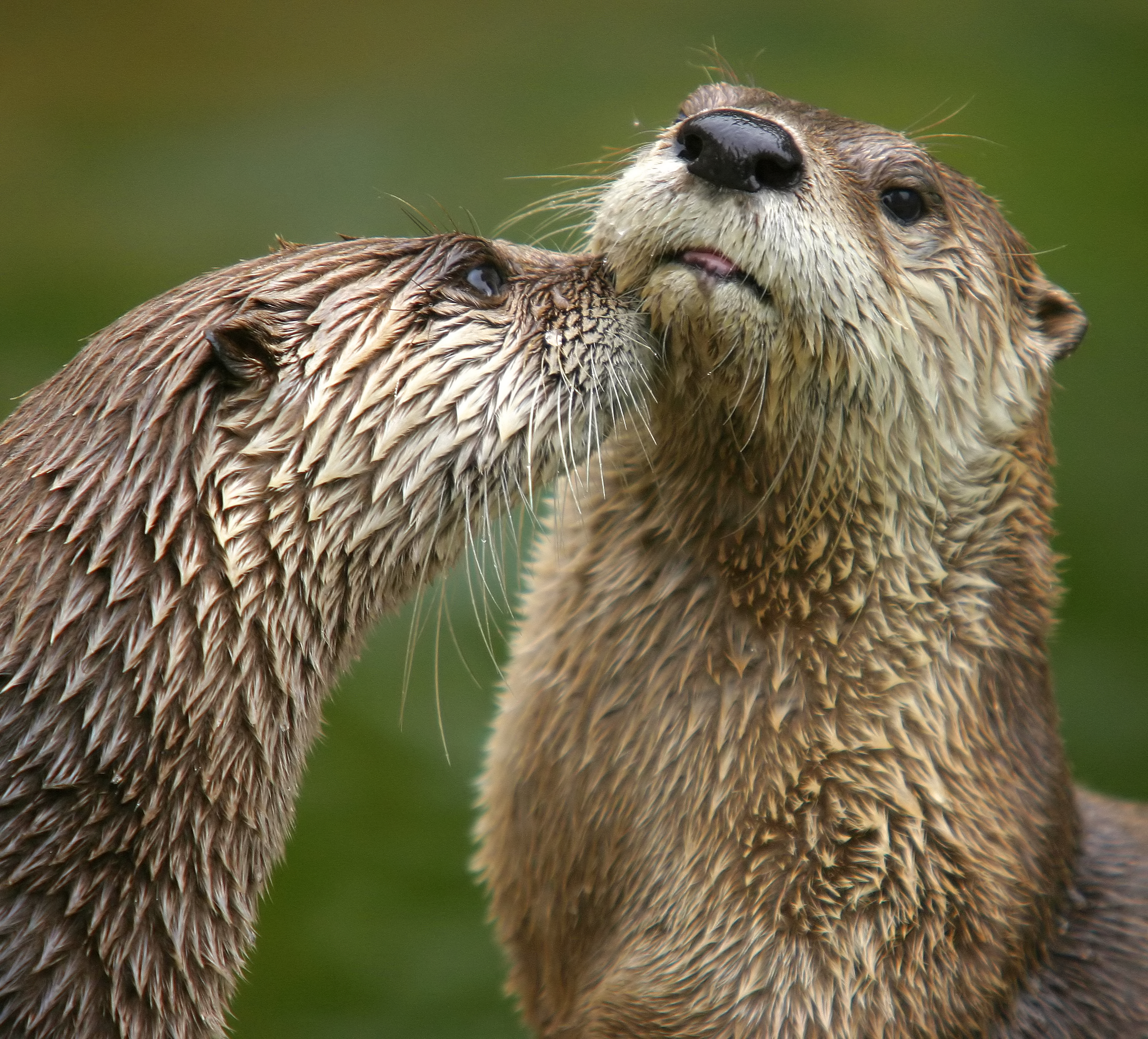
Канадские выдры
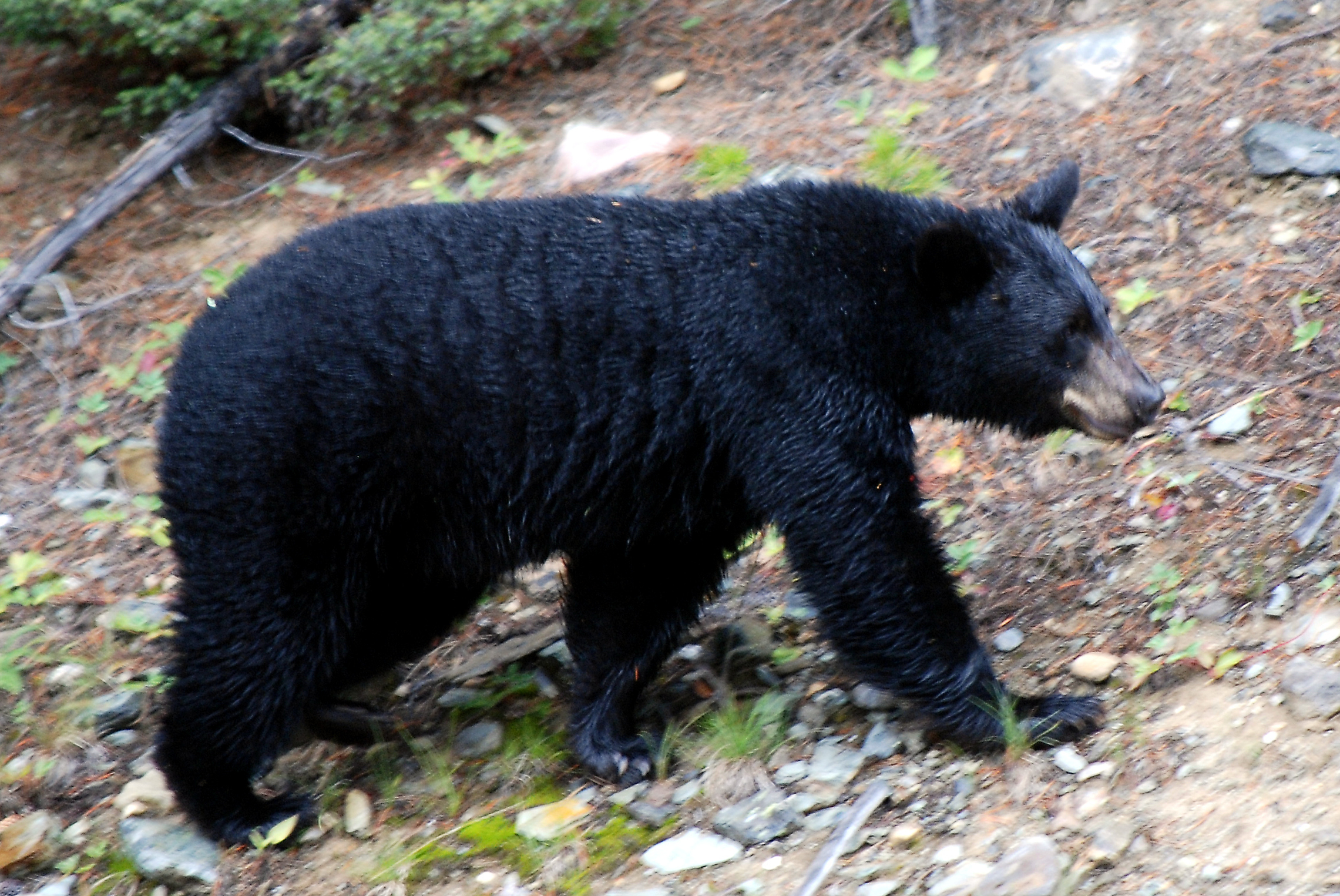
Чёрный медведь